# Верхній Таптанай
Верхній Таптана́й (рос. Верхний Таптанай) — село у складі Дульдургинського району Забайкальського краю, Росія. Входить до складу Таптанайського сільського поселення.

## Історія
Село було утворено 2014 року шляхом виділення зі складу села Таптанай.